# Škoda Fabia WRC
Škoda Fabia WRC – samochód WRC konstrukcji Škody oparty na modelu Fabia. Używany był podczas Rajdowych Mistrzostw Świata 2003–2004 przez zespół Škoda Motorsport.
Samochód zadebiutował podczas Rajdowych Mistrzostw Świata 2003 w Rajdzie Niemiec, obie startujące załogi nie ukończyły rajdu. Przez cały sezon 2003 kierowcom nie udało się zająć lokaty w pierwszej dziesiątce. W sezonie 2004 Škoda zajęła ostatnie miejsce w klasyfikacji konstruktorów, w sezonie 2005 Škodą startowali tylko kierowcy prywatni.

## Dane techniczne
Silnik:
- R4 2,0 l (1997 cm³), 5 zaworów na cylinder, DOHC
- Turbodoładowanie Garett TR30R
- Układ zasilania: elektroniczny wtrysk paliwa
- Średnica cylindra × skok tłoka: 82,5 × 93,5 mm
- Stopień sprężania: 8,7:1
- Moc maksymalna: 300 KM (221 kW) przy 5500 obr./min
- Maksymalny moment obrotowy: 600 N•m od 3500 obr./min

Przeniesienie napędu:
- Permanentny napęd na cztery koła
- Rozdział mocy (tył/przód): 50/50
- Skrzynia biegów: 5-biegowa manualna sekwencyjna, trójtarczowe sprzęgło węglowe

Pozostałe:
- Hamulce przód: wentylowane hamulce tarczowe, zaciski 6-tłoczkowe, śr. tarcz 356/378 mm
- Hamulce tył: wentylowane hamulce tarczowe, zaciski 4-tłoczkowe, śr. tarcz 304 mm
- Hamulec pomocniczy: hydrauliczny
- Zawieszenie przód: kolumny MacPhersona
- Zawieszenie tył: kolumny MacPhersona